# Biarrotte
Biarrotte település Franciaországban, Landes megyében. Lakosainak száma 350 fő (2022. január 1.). Biarrotte Biaudos, Saint-Laurent-de-Gosse, Sainte-Marie-de-Gosse és Saint-Martin-de-Hinx községekkel határos.

## Népesség
A település népességének változása:
| Lakosok száma | 163  | 211  | 206  | 242  | 270  | 267  | 289  | 328  | 342  | 350  |
|               | 1968 | 1982 | 1990 | 2006 | 2013 | 2015 | 2017 | 2019 | 2020 | 2022 |